# Trois sonates pour piano WoO 47 de Beethoven
Les Trois sonates pour piano, WoO 47 dites « à l'Électeur », de Ludwig van Beethoven, ont été composées entre 1782 et 1783 et publiées chez Bossler à Spire en octobre 1783, avec une lettre-dédicace au Prince-Électeur de Cologne Maximilien François d'Autriche, employeur du père de Beethoven.
Bossler, l'éditeur, dans le Magazin der Musik de Carl Friedrich Cramer du 14 octobre 1783, annonce leur parution dans les termes suivants: « Louis van Beethoven, trois Klavier-Sonaten; une remarquable composition d'un jeune génie de onze ans, dédiées à l'électeur de Cologne. »
Beaucoup plus tard Beethoven écrira sur un exemplaire de ces trois sonates: « Ces sonates et les Variations de Dressler sont mes premières œuvres ».
Ces sonates se distinguent, dans l'édition originale, par une articulation très abondante (l'autographe a disparu), tout en présentant des différences aux endroits similaires ce qui augmente le charme de ces morceaux assez simples par eux-mêmes. Elles montrent que Beethoven connaissait étonnamment bien la musique de son époque, celle des fils de Bach surtout, de l'École de Mannheim et du premier Classicisme viennois.
Les trois sonates ne sont pas sans faiblesses, la première étant une manque de continuité ; les changements d'une section à l'autre sont souvent maladroits et ce problème n'est vraiment résolu que dans le finale de la troisième. Néanmoins, ces sonates montrent de nombreuses touches belles et originales, aussi une propension au style orchestral qui suggère que Beethoven envisageait déjà la composition de symphonies. L'habitude de les séparer du corpus des "32 sonates", en les ignorant dans la numérotation par opus et en les omettant des éditions et enregistrements supposés complets des sonates pour piano de Beethoven, est peu justifiable. Il y a bien moins de distance entre ces trois sonates et celles de l'opus 49 (Sonates no 19 et 20) qu'entre ces dernières et la Hammerklavier.

## Sonate en mi bémol majeur WoO 47/1
La sonate comprend trois mouvements et son exécution dure environ onze minutes. 
1. Allegro cantabile
2. Andante
3. Rondo vivace

Le deuxième thème du premier mouvement ressemble fortement à une partie du premier si bien que, dans la réexposition, le premier thème peut être entièrement omis sans qu'on remarque son absence. Un des traits principaux de la pensée beethovénienne se fait jour dans cette sonate : le développement, à partir d'une cellule de base, d'une multitude de motifs et de caractères contrastants. La vivacité du Rondo révèle le plaisir manifeste que prend Beethoven à sa propre virtuosité.

## Sonate en fa mineur WoO 47/2
La sonate comprend trois mouvements et son exécution dure environ quinze minutes. 
1. Larghetto maestoso – Allegro assai
2. Andante
3. Presto

Les idées musicales s'individualisent dans cette sonate où s'expriment les émotions les plus fortes. Dans la conception de l'époque, la tonalité de fa mineur est ressentie comme sévère et passionnée, et Beethoven renouera par la suite avec ce caractère (notamment dans les Sonates opus 2 no 1 et opus 57). Le premier mouvement, profondément beethovénien, débute par une introduction lente qui exploite abondamment les contrastes de registres ; l'émergence du thème principal à travers des répétitions et le changement de tempo en allegro annoncent déjà la Pathétique. Avec ses passages à l'unisson et ses traits agités, le Presto confère une conclusion passionnée à cette œuvre remarquable, sortie de la plume d'un enfant,.

## Sonate en ré majeur WoO 47/3
La sonate comprend trois mouvements et son exécution dure environ quatorze minutes. 
1. Allegro
2. Menuetto. Sostenuto – Var. I-VI
3. Scherzando. Allegro ma non troppo

Dans le premier mouvement, le deuxième thème apparaît comme prévu, à la dominante, mais dans la réexposition il revient au bout de quatre mesures seulement, et en sol majeur au lieu de ré, créant d'intéressantes ambiguïtés quant à son statut véritable. Le Menuet comporte 6 variations dont la 4e est techniquement difficile à jouer au tempo d'un menuet. Le compositeur utilise à nouveau la tonalité de sol majeur comme substitut de ré dans une partie du finale, établissant ainsi une relation tonale à grande échelle du type qu'on associe normalement au Beethoven de la maturité ; le sentiment humoristique suggéré dans le Scherzando allait devenir courant dans l'œuvre de Beethoven,.

## Discographie
- Emil Gilels, piano (DG 453 224-2) — Sonates WoO 47 no 1 et no 2
- Jörg Demus, piano (DG Complete Beethoven Édition Vol. 6)
- Jenő Jandó, piano (Naxos 8.550255)
- Ulrich Staerk, piano (Brilliant 93553/56) — Sonates WoO 47 no 1 et no 2
- Ronald Brautigam, fortepiano (BIS BISSACD1672)